# Talapoptera confluens
Talapoptera confluens är en fjärilsart som beskrevs av George Francis Hampson 1898. Talapoptera confluens ingår i släktet Talapoptera och familjen nattflyn. Inga underarter finns listade i Catalogue of Life.